# Werner Dahm
Werner Karl Dahm (Colônia (Alemanha), 16 de fevereiro de 1917 — Huntsville (Alabama), 17 de janeiro de 2008) foi um engenheiro espacial alemão.
Imigrou para os Estados Unidos na Operação Paperclip, tornando-se chefe aerodinamicista do Centro de Voos Espaciais Marshall.

## Publicações
- Ordway III, Frederick I; Dahm, Werner K; Konrad Dannenberg, Walter Häussermann; Reisig, Gerhard; Ernst Stuhlinger, Georg von Tiesenhausen; Willhitee, Irene. A memoir: From Peenemünde to USA: A classic case of technology transfer. [S.l.]: Acta Astronautica, Volume 60, Issue 1. pp. 24–47. Consultado em 18 de março de 2010 [ligação inativa]